# Reniseneb
Reniseneb fou un faraó de la dinastia XIII d'Egipte.
El seu nom vol dir 'El nom de Ra és agradable'. És esmentat al Papir de Torí i el seu regnat fou curt, de quatre mesos.